# صولمين (الطويلة)
صولمين هي إحدى قرى عزلة الضلاع الاسفل بمديرية الطويلة التابعة لمحافظة المحويت، بلغ تعداد سكانها 203 نسمة حسب تعداد اليمن لعام 2004.